# Кастелфранко (Ријети)
Кастелфранко (итал. Castelfranco) је насеље у Италији у округу Ријети, региону Лацио.
Према процени из 2011. у насељу је живело 12 становника. Насеље се налази на надморској висини од 574 м.